# 紫石房蛤
紫石房蛤（学名：Saxidomus purpuratus），是帘蛤目帘蛤科石房蛤属的一种。主要分布于中国大陆，常栖息在潮间带至潮下带、4-20米的粗泥沙砾石、底栖生活。